# Якша

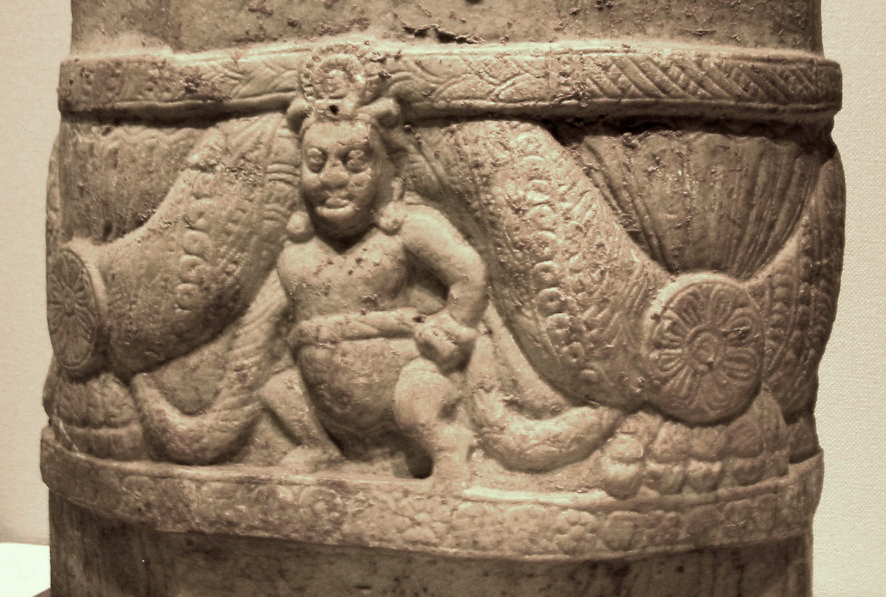
Грецький сувій, який підтримують індійські якші, Амараваті, 3-тє ст. н. е., Токійський національний музей

Якша (санскр. यक्ष yakṣa IAST) — це назва широкого класу духів природи, як правило добрих, які є наглядачами і охоронцями природних багатств, схованих у землі та коріннях дерев. Вони відомі в творах індуїзму, джайнізму та буддизму. Жіночою формою назви є yakṣī IAST (यक्षी) або якшині (yakṣiṇī IAST, यक्षिणी).

## Опис

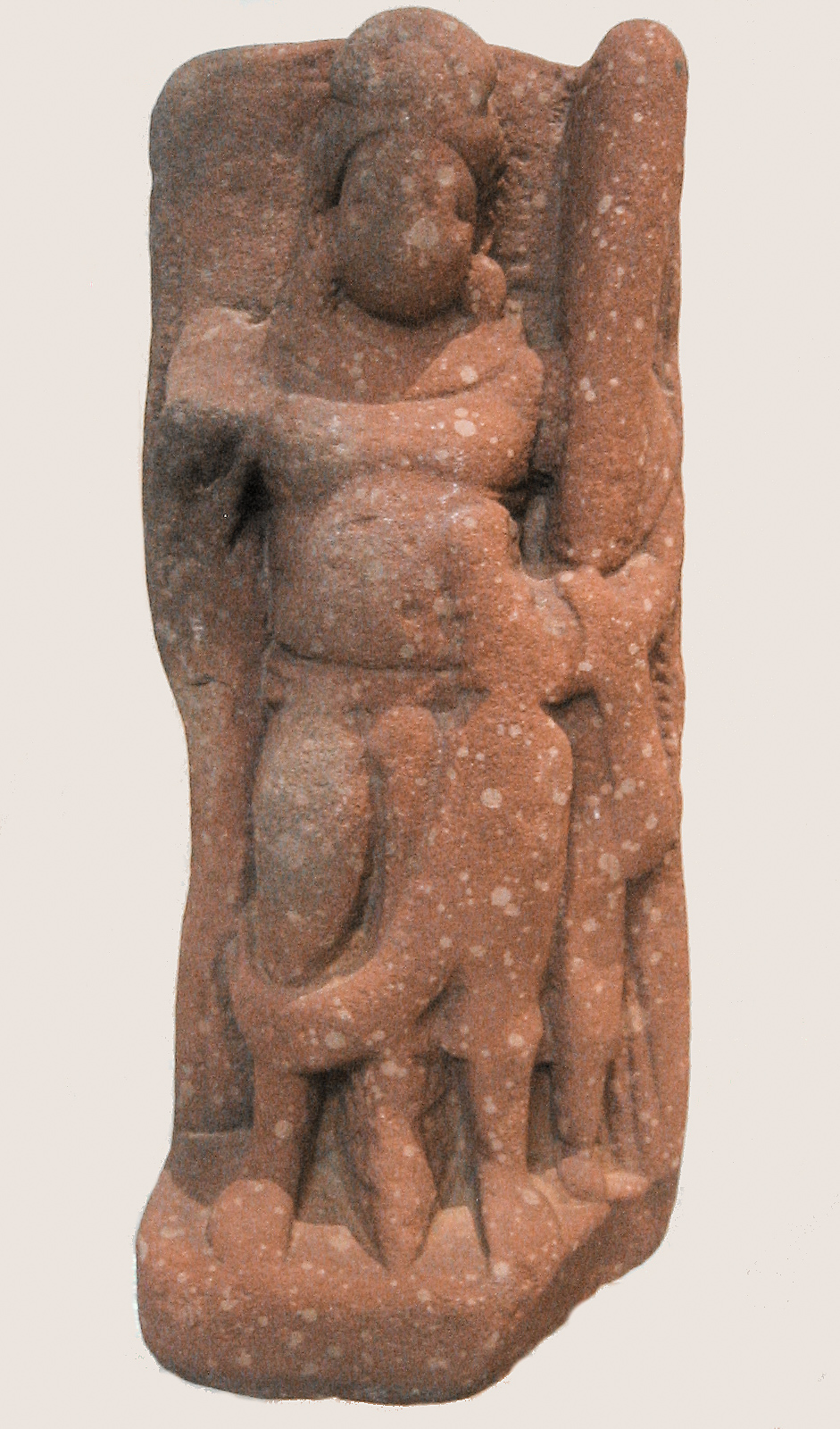
Матхурський якша, 1-2 ст. н. е.

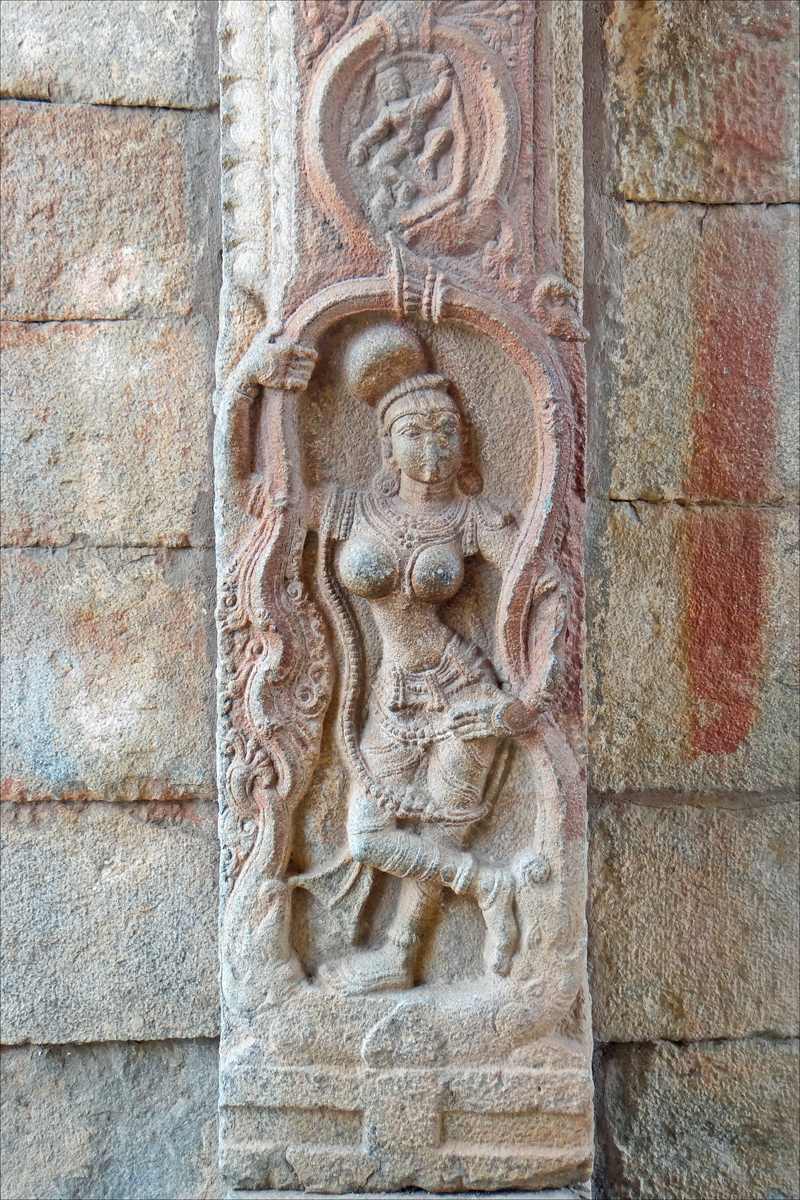
Якшині — добрий жіночий дух — барельєф у храмі Віттала, Віджаянагара в Карнатака. І храм, і її обличчя були пошкоджені під час кампанії Ісламського Султанату проти індуїстських статуй в 1565 році.

В текстах індуїзму, джайнізму та буддизму, якша має подвійний характер. З одного боку він може бути незлобливим природним духом, що асоціюється з лісом та горами; але існує і більш темна версія якши — привид (бґута), який ширяє дикими місцями та заплутує та їсть мандрівників, схожий на ракшасів (rakṣasas IAST).
У ліричному вірші Меґхадута (Хмара-вістун) індійського поета Калідаси, наприклад, оповідання йде від лиця якши, який є романтичною фігурою, що страждає від кохання до його відсутньої коханої. Натомість в дидактичному індуїстському діалозі Yakṣapraśnāḥ IAST («Питання якши»), якша виступає місцевим духом озера, який кидає виклик Юдхіштхіра (Yudhiṣṭhira IAST).
Ймовірно якші спочатку були місцевими богами лісів та селищ, а пізніше перетворились на дрібних богів — служителів землі та скарбів надр.
В індійському мистецтві, якшів зображають або як страшних воїнів або як кремезних, огрядних чоловіків, схожих на гномів. Якшині, натомість, зображуються як красиві молоді жінки з щасливими круглими обличчями та повними грудьми та стегнами.

## Якші у буддизмі

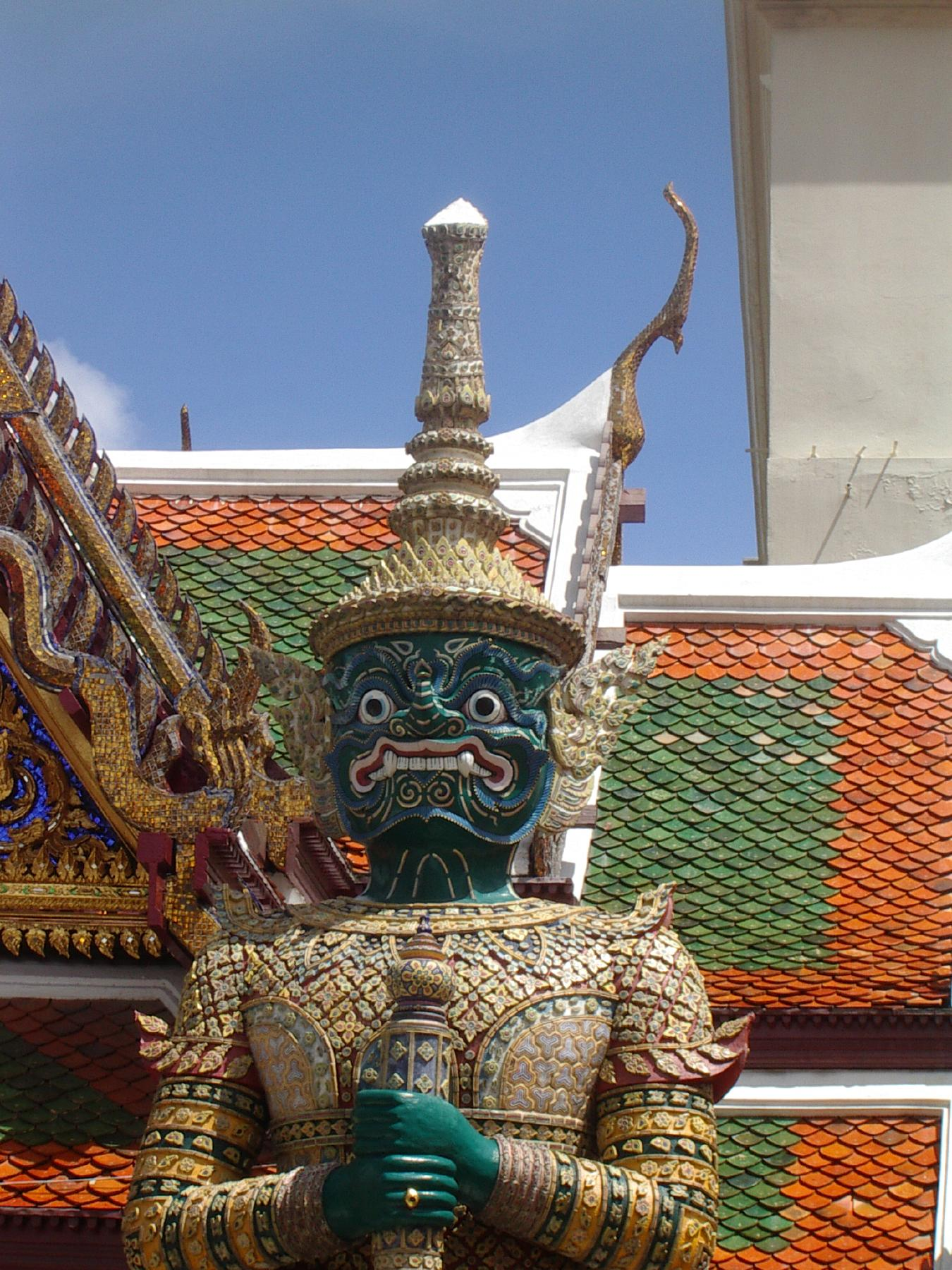
Обличчя якши Тотсакірітона (ทศคีรีธร), Храм Смарагдового Будди в Бангкоку

В буддизмі, якші є служками Вайшравани (Vaiśravaṇa IAST), Охоронця Північної сторони світу, доброго бога, що захищає праведників. Термін також використовується по відношенню до Дванадцяти Небесних Генералів, які охороняють Бгайсадж'я-гуру (Bhaiṣajyaguru IAST, будду-цілителя).
Відповідно до Магавамси, князь Віджая (перший князь Шрі-Ланки, стосовно якого існують письмові свідчення) зустрівся з королівськими якшами на чолі з королевою Кувені у їх столиці Ланкапура та переміг їх. Ланкапура ймовірно знаходилась у Віджітапурі. Після цього, якші вірно служили династії Віджая, а у дні фестивалів на Шрі-Ланці, головний якша всідався на одній висоті з лідерами Шрі-Ланки.

## Якші у джайнізмі
Джайністи переважно вшановують статуї арігантів та тіртханкарів, які подолали внутрішні пристрасті та отримали просвітлення. Деякі джайністи також вірять, що якші та якшині охороняють благополуччя Тіртха. Як правило, їх статуї стоять у парі довкола статуй просвітлених: якша по праву сторону, якшині по ліву. У раніші періоди, їх вважали послідовниками тіртханкарів, які мали надлюдські здатності, але як і людські душі, також проходили через цикл перероджень. Але з часом, їх також почали вважати божествами.